# اماگورو
اماگورو (به لاتین: Amagoro) یک منطقهٔ مسکونی در کنیا است.